# Адаптација на климатске промене
Адаптација на климатске промене је процес прилагођавања тренутном или очекиваном глобалном загревању и њиховим ефектима. То је један од начина да се одговори на климатске промене, заједно са њиховим ублажавањем. За људе, прилагођавање има за циљ ублажавање или избегавање штете и искоришћавање прилика; за природне системе људи могу да интервенишу како би помогли у прилагођавању. Без ублажавања, само прилагођавање не може спречити ризик од озбиљних, широко распрострањених и неповратних утицаја.
Адаптација на климатске промене може бити поступна (акције којима је главни циљ одржавање суштине и интегритета система) или трансформациона (акције које мењају основне атрибуте система као одговор на климатске промене и њихове утицаје).
Потреба за прилагођавањем варира од места до места, у зависности од осетљивости и рањивости на утицаје животне средине. Адаптација је посебно важна у земљама у развоју, јер су те земље најосетљивије на климатске промене и сносе највећи терет ефеката глобалног загревања. Људски адаптивни капацитети су неравномерно распоређени у различитим регионима и становништву, а земље у развоју углавном имају мање капацитета за прилагођавање. Адаптивни капацитети уско су повезани са друштвеним и привредним развојем. Економски трошкови прилагођавања на климатске промене вероватно ће износити милијарде долара годишње током следећих неколико деценија, мада је тачан износ потребног новца непознат.
Изазов прилагођавања расте са величином и стопом климатских промена. Чак и најефикасније ублажавање климатских промена смањењем гасова стаклене баште или појачаним уклањањем ових гасова из атмосфере (кроз поноре угљеника) не би спречило даље утицаје климатских промена, чинећи потребу за прилагођавањем неизбежном. Паришки климатски споразум захтева од земаља да одржавају пораст глобалне температуре овог века на мање од 2 °C изнад прединдустријског нивоа и да наставе са напорима да ограниче пораст температуре на 1,5 °C. Чак и ако се емисије зауставе релативно брзо, глобално загревање и његови ефекти трајаће много година због инертности климатског система, па је нужна адаптација.
Циљ одрживог развоја 13, постављен 2015. године, има за циљ јачање отпорности и прилагодљивих капацитета земаља на питања везана за климу. Ово прилагођавање укључује многа подручја као што су инфраструктура, пољопривреда и образовање. Паришки климатски споразум, усвојен исте године, садржао је неколико одредби за прилагођавање. Настоји да промовише идеју глобалне одговорности, побољша комуникацију кроз компоненту адаптације национално утврђених доприноса и укључује споразум да развијене земље треба да пруже одређену финансијску подршку и пренос технологије за промоцију прилагођавања у рањивијим земљама. Неки научници су забринути да би програми прилагођавања климе могли ометати постојеће развојне програме и тако довести до нежељених последица по рањиве групе. Економски и социјални трошкови климатских промена били би веома високи.